# Sivatagi ausztrálegér
A sivatagi ausztrálegér (Pseudomys desertor) az emlősök (Mammalia) osztályának a rágcsálók (Rodentia) rendjébe, ezen belül az egérfélék (Muridae) családjába tartozó faj.

## Előfordulása, élőhelye
Ausztrália területén honos. A félsivatagos területeken él.

## Megjelenése
Fej-testhossza 7–10,5 centiméter, a farok ugyanolyan hosszú, mint a fejtest hossza. Testtömege 15-30 gramm.

## Életmódja
A sivatagi ausztrálegér napközben részben aktív. Tápláléka fű, mag.